# Habas con poleo
Habas con poleo es un plato elaborado con habas estofadas tradicional en la cocina de Huelva.
Se trata de un plato en el que participan habas secas aromatizadas con poleo durante su elaboración. Se sirven calientes en una cazuela de barro y su forma de preparación es muy similar a las habas enzapatás.
Son muy populares durante algunos fines de semana en La Palma del Condado.